# Genunchi

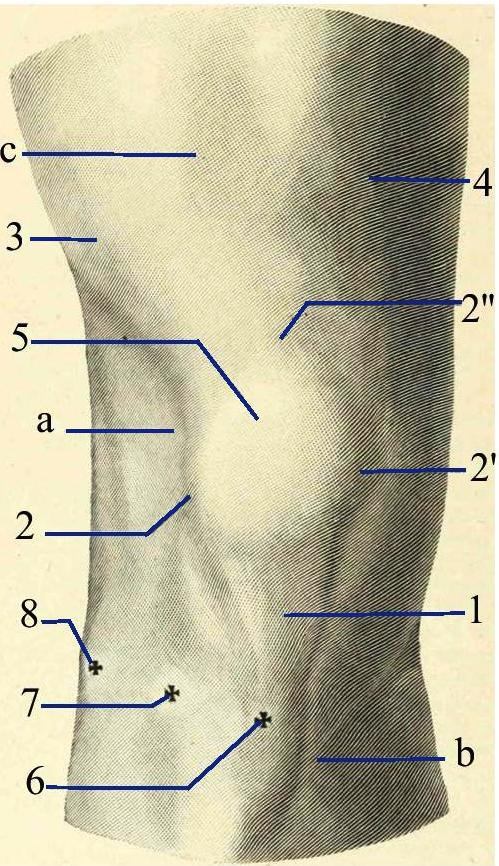
Forma exterioară a regiunii anterioare a genunchiului (după L. Testut. Traité d'anatomie topographique : avec applications médico-chirurgicales. Tome II: Abdomen - Bassin - Membres. Paris. 1922).
a - regiunea anterioară a genunchiului (Regio genus anterior);
b - regiunea anterioară a gambei (Regio cruris anterior);
c - regiunea femurală anterioară (Regio femuralis anterior);
1 - proeminența ligamentului rotulian (= ligamentul patelar) (Ligamentum patellae);
2, 2', 2" - depresiunile (șanțurile) perirotuliene;
3 - proeminența mușchiului vast lateral (Musculus vastus lateralis);
4 - proeminența mușchiul vast medial (Musculus vastus medialis);
5 - proeminența rotulei (= patelei) (Patella);
6 - proeminența tuberozității tibiei (Tuberositas tibiae);
7 - tuberculul Gerdy (tuberculul infracondilar);
8 - capul fibulei (Caput fibulae).

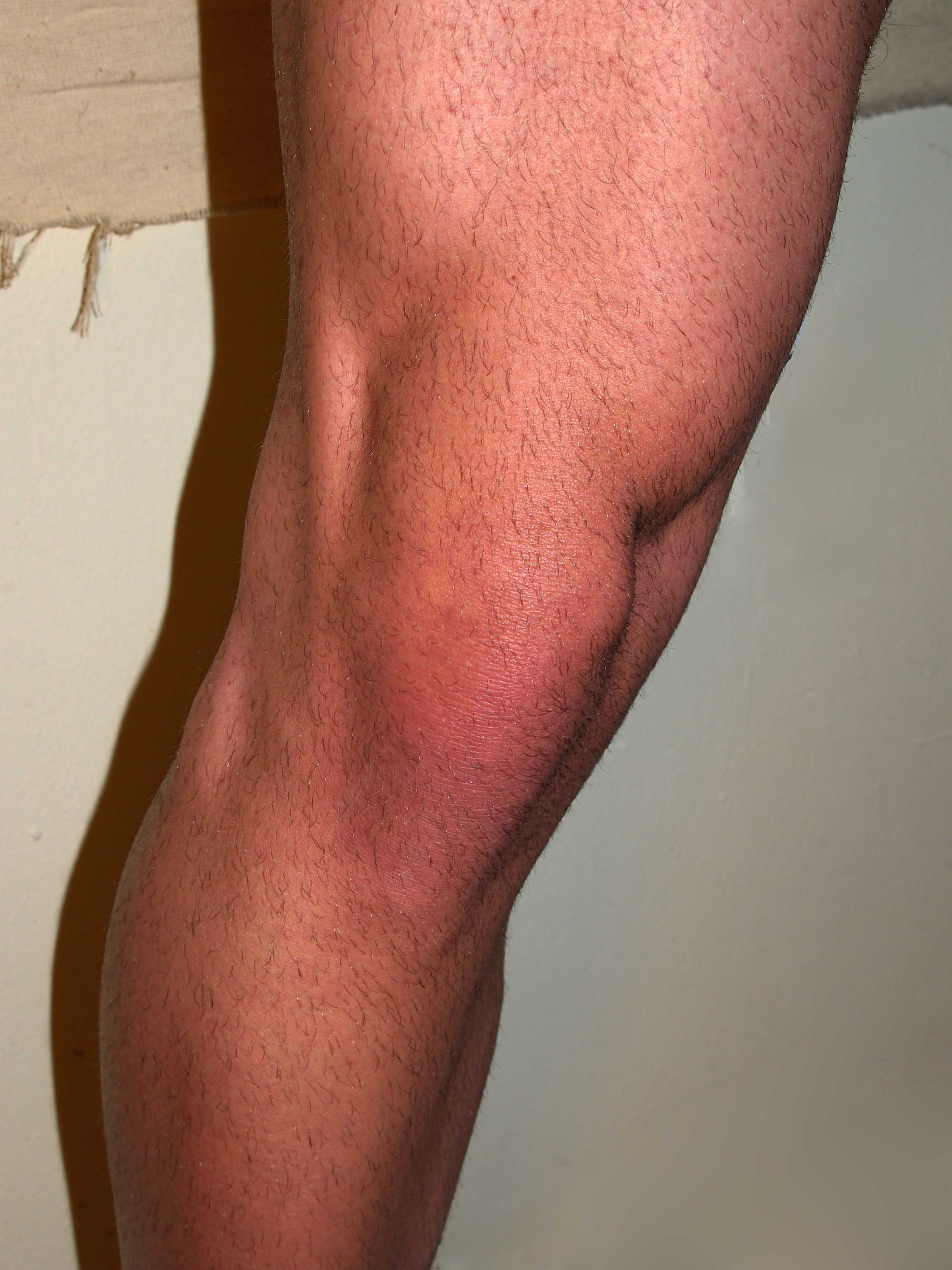
Genunchi

Genunchiul reprezintă partea membrului inferior în care gamba se unește cu coapsa. Funcționarea sa este complexă. Articulația genunchiului trebuie să fie mobilă și suplă pentru a permite flexia și extensia membrului inferior. Ea trebuie, de asemenea, să fie stabilă, având în vedere că ea susține toată greutatea corpului.

## Funcții
Situat între extremitatea inferioară a femurului și extremitatea superioară a tibiei, genunchiul are un rol complex. Această articulație, care susține greutatea corpului("articulația portantă"), trebuie să permită membrului inferior efectuarea mișcărilor de flexie, de extensie, de rotație, dar trebuie să rămână stabil. Mersul, alergarea și accelerarea bruscă, sărirea, răsucirea pe călcâie, frânarea, oprirea, mai mult sau mai puțin bruscă...iată funcții care generează numeroase presiuni gestionate de ansamblul structurilor osoase, ligamentare, meniscale și musculare. Aceste constrângeri(ansamblul forțelor aplicate)mecanice pot favoriza apariția unor traumatisme, precum și uzura genunchiului pe termen lung.

## Exemple de constrângeri
Presiunea exercitată asupra genunchiului în timpul mersului poate atinge de patru ori greutatea corpului. Obezitatea reprezintă un factor agravant(masa de grăsime în jurul articulației și echilibru compromis, cartilaje care suferă, ligamente prea solicitate)al uzurii articulației. Mișcările de rotație ale genunchiului supun meniscurile la tensiuni care pot fi intense și care pot, în consecință să favorizeze fisurarea lor. Ligamentele încrucișate joacă un rol capital în controlul stabilității. Acestea împiedică mișcările "dezordonate" ale tibiei în raport cu femurul.1 Ruptura acestora, traumatism destul de obișnuit în cazul practicării unui sport, cum ar fi rugby, schi sau fotbal, este cauzată de o solicitare prea mare a ligamentului, în timp ce mușchiul quadriceps este contractat.

## Exemple de patologii
Cele mai frecvente sunt: 1.Entorsa. Reprezintă elongația, chiar ruptura ligamentelor laterale și/sau încrucișate(mișcare de torsiune prea intensă sau mișcare în sens contrar) 2.Luxația rotulei. În cazul unei mișcări de rasucire, rotula se deplasează spre partea exterioară a genunchiului. Cel mai adesea, ea revine la locul ei în mod firesc atunci când genunchiul este întins. 3.Sindroamele meniscale. Meniscurile pot fi lezate în urma unui traumatism grav sau a unei succesiuni de șocuri ușoare. 4.Tendințele fragmentate. Acestea sunt inflamații ale tendonului cauzate de micro-traumatisme și sunt frecvente la sportivi și în timpul adolescenței.

## Anatomia genunchiului
Femurul. Osul unic al coapsei, el prezintă pe partea inferioară două proeminențe:condilii femurali care se sprijină pe partea superioară a tibiei
Meniscurile. Acestea joacă rolul de pernițe amortizoare între femur și tibie. Acestea susțin aproximativ 40% din sarcinile mecanice exercitate asupra genunchiului. Împreună cu ligamentele, acestea asigură stabilitatea articulară, fără a împiedica mobilitatea.
Ligamentele încrucișate. Situate în mijlocul genunchiului, acestea mențin contactul dintre femur și tibie.
Peroneul sau fibula. Os lung și fin situat în partea externă a gambei, care joacă un rol minor.
Platoul tibial. Este partea superioară a tibiei pe care se sprijină femurul.
Tibia. Este cel mai voluminos dintre oasele gambei, situat în partea internă a gambei.
Cartilajul articular . Strat de cartilaj care acoperă extremitațile osoase ale tuturor articulațiilor mobile. Aceasta este o suprafață de frecare și de transmitere a presiunilor.
Capsula articulară. Aceasta îmbracă și delimitează articulațiile mobile. Ea contribuie la menținerea în contact a structurilor articulației și la asigurarea stabilitații acesteia.
Sinoviala. Este membrana care acoperă interiorul capsulei articulare. Funcția ei este aceea de a facilita alunecarea suprafețelor articulare unele pe altele, datorită unui lichid pe care îl secretă:lichidul sinovial.
Rotula. Os situat în profunzimea tendonului mușchiului quadriceps, rotula transmite forțele, exercitate de tendon, către tibie, pentru a permite mișcarea de întindere a genunchiului.
Ligamentul patelar. Acesta unește partea inferioară a rotulei cu partea superioară a tibiei.
Tendonul mușchiului quadriceps. Acesta se află în partea frontală a genunchiului, în partea superioară a rotulei. El intervine în timpul mișcărilor de întindere a gambei. Acesta este tendonul mușchiului cel mai puternic din organism.
Ligamentele externe și interne. Acestea asigură stabilitatea articulației. Rolul lor este acela de a limita mișcările spre partea exterioară și spre partea interioară.